# Arrondissement de Nancy
O arrondissement de Nancy é uma divisão administrativa francesa, localizada no departamento de Meurthe-et-Moselle e a região do Grande Leste.

## Composição
Lista de cantões do arrondissement de Nancy
- cantão de Dieulouard ;
- cantão de Haroué ;
- cantão de Jarville-la-Malgrange ;
- cantão de Laxou ;
- cantão de Malzéville ;
- cantão de Nancy-Est ;
- cantão de Nancy-Nord ;
- cantão de Nancy-Ouest ;
- cantão de Nancy-Sud ;
- cantão de Neuves-Maisons ;
- cantão de Nomeny ;
- cantão de Pompey ;
- cantão de Pont-à-Mousson ;
- cantão de Saint-Max ;
- cantão de Saint-Nicolas-de-Port ;
- cantão de Seichamps ;
- cantão de Tomblaine ;
- cantão de Vandœuvre-lès-Nancy-Est ;
- cantão de Vandœuvre-lès-Nancy-Ouest ;
- cantão de Vézelise.

## História
A lei de 28 do pluvioso do ano VIII (17 de fevereiro de 1800) e o decreto dos cônsules de 17 do ventoso (8 de março) criaram o arrondissement de Nancy. Ele foi formado com a adição de quatorze cantões pertencentes ao distrito de mesmo nome, bem como aqueles de Château-Salins e de Pont-à-Mousson, a saber : Nancy, Nancy extra-muros, Amance, Belleau, Custines, Frouard, Lenoncourt (no lugar de Buissoncourt), Lucy (no lugar de Morville-les-Vic), Morville-sur-Seille, Nomeny e Pont-à-Mousson,
Pont-Saint-Vincent, Rosières-aux-Salines e Saint-Nicolas. Alguns desses cantões, em seguida, são incorporadas pela lei de 8 do pluvioso do ano IX (28 de janeiro de 1801).
O cantão de Haroué é transferido do arrondissement de Lunéville, em 1821. Apesar desta contribuição, o distrito não inclui mais do que oito cantões em 1860 : Haroué, Nancy-Est, Nancy-Nord, Nancy-Ouest, Nomeny, Pont-à-Mousson, Saint-Nicolas e Vézelise.
Devido a um forte crescimento demográfico : o município tinha menos de 150 000 habitantes, em 1860 contra 420 000 em 2009, alguns cantões em seguida têm sido várias vezes subdivididos.
Antes de 1871, o arrondissement fez parte do departamento de Meurthe.